# Ampelliljesläktet
Ampelliljesläktet (Chlorophytum) är ett släkte i familjen agaveväxter med cirka 215 arter från tropiska Afrika, Indien, Australien och Amerika. Endast ett fåtal arter odlas som krukväxter i Sverige.